# 담양군의 향토문화유산
담양군의 향토문화유산은 문화재보호법에 의거 "문화재"로 정의된 것 중 국가지정문화재, 도지정문화재 및 문화재 자료를 제외하고 인위적, 자연적으로 형성된 향토적 유산으로서 역사적, 예술적, 학술적, 경관적 가치가 큰 것과 이에 준하는 고고학자료등을 말하며 그 유형은 다음 각호와 같다.
1. 향토유형문화유산 : 건조물, 전적, 서적, 회화, 조각, 고고학자료, 성곽, 명승지, 동·식물자생지, 민속자료 등 유형의 문화적 소산으로서 향토문화 보존에 필요한 것
2. 향토무형문화유산 : 연극, 음악, 무용, 공예기술, 의식, 음식제조 등 무형의 문화적 소산으로서 향토문화 보존에 필요한 것[1]

## 지정 목록

### 유형
| 번호   | 그림 | 명칭                                                    | 소재지                       | 소유자 (관리단체) | 지정                  | 비고 |
| ------ | ---- | ------------------------------------------------------- | ---------------------------- | ----------------- | --------------------- | ---- |
| 1호    |      | 담양 용대리 석교 (潭陽 龍坮里 石橋)                     | 담양군 대덕면 용대리 992-1   | 국유              | 2003년 6월 30일 지정  |      |
| 2-1호  |      | 담양 영천리 마애여래상 (潭陽 靈泉里 磨崖如來像)         | 담양군 수북면 궁산리 산52    | 국유              | 2003년 6월 30일 지정  |      |
| 2-2호  |      | 담양 중정사지 마애상 (潭陽 中井寺址 磨崖像)             | 담양군 수북면 궁산리 산71    | 국유              | 2003년 6월 30일 지정  |      |
| 2-3호  |      | 담양 중정사지 마애여래좌상 (潭陽 中井寺址 磨崖如來坐像) | 담양군 수북면 궁산리 산71    | 국유              | 2003년 6월 30일 지정  |      |
| 2-4호  |      | 담양 한재초교 석불상 (潭陽 한재初校 石佛像)             | 담양군 대전면 대치리 787-2   | 국유              | 2003년 6월 30일 지정  |      |
| 2-5호  |      | 담양 성도리 석불입상 (潭陽 成道里 石佛立像)             | 담양군 무정면 성도리 134     | 사유              | 2003년 6월 30일 지정  |      |
| 3호    |      | 창평 남극루 (昌平 南極樓)                               | 담양군 창평면 삼천리 396     | 사유              | 2003년 6월 30일 지정  |      |
| 4호    |      | 대성사 (大成祠)                                         | 담양군 대전면 행성리 629     | 사유              | 2004년 1월 6일 지정   |      |
| 5호    |      | 담양 만옹정 (潭陽 晩翁亭)                               | 담양군 고서면 성월리 343     | 사유              | 2004년 1월 6일 지정   |      |
| 6호    |      | 담양 소산정 (潭陽 小山亭)                               | 담양군 고서면 분향리 산24    | 사유              | 2004년 1월 6일 지정   |      |
| 7호    |      | 담양 오례리 신촌 지석묘군 (潭陽 五禮里 新村 支石墓群)   | 담양군 무정면 오례리 산55-1  | 국유              | 2004년 1월 6일 지정   |      |
| 8호    |      | 담양 봉안리 수문 지석묘군 (潭陽 鳳安里 守門 支石墓群)   | 담양군 무정면 봉안리 38-1    | 국유              | 2004년 1월 6일 지정   |      |
| 9호    |      | 담양 궁산리 구암 지석묘 (潭陽 弓山里 龜岩 支石墓)       | 담양군 수북면 궁산리 222     | 국유              | 2004년 1월 6일 지정   |      |
| 10-1호 |      | 담양철도교 - 오례철교 (담양철도교 - 五禮鐵橋)           | 담양군 봉산면 제월리 511-3   | 국유              | 2005년 6월 13일 지정  |      |
| 10-2호 |      | 담양철도교 - 증암철교 (담양철도교 - 甑岩鐵橋)           | 담양군 봉산면 유산리 288-4   | 국유              | 2005년 6월 13일 지정  |      |
| 11호   |      | 담양 중옥리 서옥고분군 (潭陽 中玉里 西玉古墳群)         | 담양군 대전면 증옥리 산9     | 국유              | 2006년 4월 11일 지정  |      |
| 12호   |      | 문일정 (聞一亭)                                         | 담양군 창평면 장화리 389     | 사유              | 2009년 10월 12일 지정 |      |
| 13호   |      | 기재 이철현 초상 (錡齋 李哲鉉 肖像)                     | 담양군 봉산면 기곡리 531     | 이광우            | 2009년 12월 1일 지정  |      |
| 14호   |      | 송내재 (松內齋)                                         | 담양군 대덕면 장산리 407     | 사유              | 2009년 12월 1일 지정  |      |
| 15호   |      | 월산사 (月山祠)                                         | 담양군 월산면 월산리 711-1   | 사유              | 2009년 12월 1일 지정  |      |
| 16호   |      | 쌍계당 (雙溪堂)                                         | 담양군 대전면 대치리 1036-1  | 사유              | 2009년 12월 1일 지정  |      |
| 17호   |      | 월계리방형분                                            | 담양군 월산면 월계리 산33-8  | 사유              | 2016년 5월 30일 지정  |      |
| 18호   |      | 담양 관수정 (潭陽 觀水亭)                               | 담양군 고서면 분향리 산36-16 |                   | 2020년 8월 13일 지정  |      |
| 19호   |      | 전근 효자리비 (全謹 孝子里碑)                           | 담양군 담양읍 지침리 22      |                   | 2020년 8월 13일 지정  |      |
| 20호   |      | 담양부 선생안 (潭陽府 先生案)                           | 담양군 담양읍 객사리 99-1    |                   | 2020년 8월 13일 지정  |      |
| 21호   |      | 계당                                                    | 담양군 가사문학면 지곡리 229 |                   | 2021년 7월 20일 지정  |      |
| 22호   |      | 연계정                                                  | 담양군 대덕면 장산리 215-1   |                   | 2021년 7월 20일 지정  |      |

### 무형
| 번호 | 그림 | 명칭          | 소재지                       | 소유자 (관리단체)   | 지정·해제일자                                                                   | 비고 |
| ---- | ---- | ------------- | ---------------------------- | ------------------- | ------------------------------------------------------------------------------- | ---- |
| 1호  |      | 담양 죽산농악 | 담양군 무정면 봉안리 707-13  | 담양 죽산농악보존회 | 2005년 6월 13일 지정, 2016년 4월 20일 명칭변경, (담양 죽산매구 → 담양 죽산농악) |      |
| 2호  |      | 부채장        | 담양군 만성리 96             | 김대석              | 2007년 4월 11일 지정, 2010년 5월 27일 해제, 전남 무형문화재 제48호로 지정       |      |
| 3호  |      | 소목장        | 담양군 담양읍 추춸산로 80-30 | 김생수              | 2007년 4월 11일 지정                                                            |      |
| 4호  |      | 담양 광광술래 | 담양군 봉산면 와우리 542     | 사유                | 2016년 5월 30일 지정                                                            |      |
| 5호  |      | 필장 (筆匠)   | 담양군 창평면 오강리 127     | 채태원              | 2020년 8월 13일 지정                                                            |      |

## 참고 문헌
- 담양군 홈페이지 - 고시/공고
- 담양군보